# Almudaina
Almudaina – gmina w Hiszpanii, w prowincji Alicante, we wspólnocie autonomicznej Walencja, o powierzchni 8,82 km². W 2011 roku liczyła 129 mieszkańców.
Położone na zboczach pasma górskiego, które nosi jego nazwę.